# Station Pogorzyce
Station Pogorzyce is een spoorwegstation in de Poolse plaats Pogorzyce.